# Bogojevce
Bogojevce (cyr. Богојевце) – wieś w Serbii, w okręgu jablanickim, w mieście Leskovac. W 2011 roku liczyła 1376 mieszkańców.